# 飾磨市
飾磨市（しかまし）は、かつて兵庫県に存在していた市である。1946年に姫路市などと合併し、飾磨区にあたる地域となった。
兵庫県内で最も早く消滅した市であった。

## 概要
- 総面積 - 18.10平方キロメートル
- 人口 - 約4万人（1940年（昭和15年）飾磨市発足当初）

## 歴史
- 1889年（明治22年）4月1日 - 町村制の施行により、飾東郡飾磨津宮町・飾磨津大町・飾磨津天神町・飾磨津須加町・飾磨津東堀町・飾磨津田町・飾磨津御幸町・飾磨津上英加町・飾磨津下英加町・飾磨津亀山町・飾磨津都倉町・細江村・恵美酒村の区域をもって飾磨町が発足。
- 1896年（明治29年）4月1日 - 所属郡が飾磨郡に変更。
- 1919年（大正8年）4月1日 - 下中島村を編入。町章を定める。
- 1933年（昭和8年）4月1日 - 津田村を編入。
- 1936年（昭和11年）4月1日 - 英賀保村・高浜村を編入。
- 1938年（昭和13年）4月1日 - 妻鹿町を編入[1]。
- 1940年（昭和15年）2月11日 - 市制施行して飾磨市となる（同県内の洲本市と同日）[2]。
- 1946年（昭和21年）3月1日 - 姫路市・飾磨郡白浜町・広畑町・揖保郡網干町・大津村・勝原村・余部村と合併し、改めて姫路市が発足。同日飾磨市廃止[3]。

## 行政

### 歴代首長
特記なき場合『兵庫県市町村合併史 上』による。
| 代               | 氏名             | 就任                      | 退任                       | 備考             |
| 飾磨町長（官選） | 飾磨町長（官選） | 飾磨町長（官選）          | 飾磨町長（官選）           | 飾磨町長（官選） |
| ---------------- | ---------------- | ------------------------- | -------------------------- | ---------------- |
| 1                | 下里順           | 1889年（明治22年）5月     | 1897年（明治30年）5月      |                  |
| 2                | 高島仁左衛門     | 1897年（明治30年）5月     | 1898年（明治31年）5月      |                  |
| 3                | 木村平右衛門     | 1898年（明治31年）5月     | 1906年（明治39年）7月      |                  |
| 4                | 早川吉次郎       | 1906年（明治39年）9月     | 1925年（大正14年）3月      |                  |
| 5                | 大森英文         | 1925年（大正14年）6月18日 | 1927年（昭和2年）10月      |                  |
| 6                | 前川万吉         | 1927年（昭和2年）12月12日 | 1931年（昭和6年）12月      |                  |
| 7                | 岡上彦三         | 1931年（昭和6年）12月26日 | 1940年（昭和15年）2月10日  |                  |
| 飾磨市長（官選） |                  |                           |                            |                  |
| 1                | 岡上彦三         | 1940年（昭和15年）4月8日  | 1940年（昭和15年）8月2日   |                  |
| 2                | 横尾繁六         | 1940年（昭和15年）11月5日 | 1942年（昭和17年）12月17日 |                  |
| 3                | 坂元藤八         | 1943年（昭和18年）3月2日  | 1946年（昭和21年）3月1日   | 廃止             |

## 町政時の町章
市制施行前の飾磨町では、町章が制定されていた。町章は、1919年（大正8年）に下中島村を編入した際の合併祝賀会で定められた。町章の上半分の「×」は、片仮名の「カ」を、中心の縦棒は、平仮名の「し」を表している。この町章は市政施行時にそのまま引き継がれた。

## 参考書籍
- 兵庫県総務部地方課 編『兵庫県市町村合併史 上』兵庫県、1962年。
- 姫路市史編集室「飾磨市の誕生」『姫路市史』 第13巻上、姫路市〈史料編〉、1994年、559-564頁。